# 투캅스 인 파리
《투캅스 인 파리》(프랑스어: De l'autre côté du périph)는 2012년 공개된 프랑스의 코미디 영화이다.

## 출연

### 주연
- 오마르 시
- 로랑 라피트

### 조연
- 사브리나 우아자니
- 리오넬 아벨랑스키
- 앙드레 마크롱
- 자부 브레트만
- 카티아 첸코

## 기타
- 무대장치: 엘렌 뒤브뢰이